# Renato Mendoza
Renato Mendoza Navarro (Tepatitlán de Morelos, Jalisco; 15 de julio de 1996) es un futbolista mexicano que se desempeña como mediocampista. Actualmente juega para el Tampico Madero en la Liga de Expansión MX.

## Trayectoria
| Club                      | País   | Año             |
| ------------------------- | ------ | --------------- |
| Club Santos Laguna        | México | 2013 - 2014     |
| Chivas de Guadalajara     | México | 2015 - 2019     |
| CD Toledo                 | España | 2019 - 2020     |
| Club Atlético de San Luis | México | 2020 - 2021     |
| Mazorqueros Fútbol Club   | México | 2021 - 2022     |
| Club Atlético La Paz      | México | 2022 - presente |

Renato Mendoza comenzó su carrera en las categorías de fuerzas básicas del Club Santos Laguna en 2013, donde adquirió experiencia y desarrolló sus habilidades como jugador juvenil. Posteriormente, en 2015, se unió a las fuerzas básicas de Chivas de Guadalajara, continuando así su formación como futbolista profesional. Permaneció en el club hasta 2019, antes de ser cedido en préstamo al CD Toledo en España durante la temporada 2019-2020.
En 2020, regresó al fútbol mexicano para unirse a las fuerzas básicas del Club Atlético de San Luis,  Durante su tiempo en el club, Mendoza hizo su debut en la primera división mexicana. En 2021, se unió a Mazorqueros Fútbol Club de la Segunda División de México, donde contribuyó al éxito del equipo, logrando el campeonato en 2022.
En el mismo año, Mendoza fue transferido al Club Atlético La Paz, donde continúa demostrando su calidad en el mediocampo y su capacidad para liderar el juego ofensivo del equipo.